# Oblast de Samara
O oblast de Samara (russo:  Сама́рская о́бласть, tr. Samárskaia óblast; IPA: [sɐˈmarskəjə ˈobləsʲtʲ]) é uma divisão federal da Federação da Rússia. O seu centro administrativo é a cidade de Samara. De 1935 a 1991, era conhecido como oblast de Kuibyshev (russo:  Ку́йбышевская о́бласть, tr. Kúibyshevskaia óblast; IPA: [ˈkujbɨʂɨfskəjə ˈobləstʲ]).
De acordo com o censo populacional de 2010, tinha uma população de 3 215 532 habitantes.
O oblast faz fronteira com o Tartaristão a norte, com o oblast de Oremburgo a leste, com o Cazaquistão (província do Cazaquistão Ocidental) a sul, com o oblast de Saratov a sudoeste, e com o oblast de Ulianovsk a oeste.